# Artabotrys uniflorus
Artabotrys uniflorus este o specie de plante angiosperme din genul Artabotrys, familia Annonaceae. A fost descrisă pentru prima dată de William Griffiths, și a primit numele actual de la William Grant Craib. Conform Catalogue of Life specia Artabotrys uniflorus nu are subspecii cunoscute.